# Penisola di Bache
La penisola di Bache è una formazione geologica del Canada, situata sull'isola di Ellesmere, nel Territorio di Nunavut. La penisola è considerata un capo, dato che è una terra costiera che è a diretto contatto con le correnti oceaniche. È conosciuta principalmente per essere stato l'insediamento permanente più a nord del mondo dal 1926 al 1933.

## Geografia
La penisola confina con le acque dell'oceano su tre lati: la baia di Peary a nord, chiamata come l'esploratore statunitense Robert Peary, la baia di Bartlett a est e la baia di Buchanan a sud. Esiste uno stretto ponte di terra che collega la penisola con il resto dell'isola Ellesmere a ovest.

## Storia archeologica
Si crede che la penisola sia abitata da circa 4.200 anni da bande di cacciatori che provenivano dall'Asia nord-orientale e dall'Alaska. Sono stati rinvenuti oggetti di pietra e incisioni artistiche, che risalgono alla cultura Dorset.